# ルックガン県
ルックガン県（ルックガンけん、ベトナム語：Huyện Lục Ngạn / 縣陸岸?）は、ベトナム社会主義共和国バクザン省の県である。